# Metaphycus lichtensiae
Metaphycus lichtensiae är en stekelart som först beskrevs av Howard 1896.  Metaphycus lichtensiae ingår i släktet Metaphycus och familjen sköldlussteklar. Inga underarter finns listade i Catalogue of Life.